# Anadiploza
Anadiploza (grč. anadíplōsis = ponavljanje) glasovna je figura u kojoj se jedna ili više riječi s kraja stiha ponavlja na početku sljedećeg.

## Primjeri anadiploze
- Dragutin Tadijanović, „Tužbalica za vinogradom”

Vinograd je moj svenuo, neveseo,

Neveseo, i ja venem…

- Miroslav Krleža, „Revolta”

...kad prevratom ću smjelim oboriti Bastilju,

Bastilju sviju kriza: moj mozak! Moj mozak!